# The KMG’s
The KMG’s (расшиф. как Krazy Mess Groovers) — бельгийская джаз-группа, которая представляла Бельгию с песней «LovePower» на Евровидении 2007 в Хельсинки, Финляндия. Все участники группы — уроженцы Бельгии, но разного происхождения. На конкурсе песни Евровидение 2007 группа заняла двадцать шестое место в полуфинале, набрав всего 14 баллов и тем самым не пройдя в финал.

## Состав
- Sexyfire (Вакас Ашик, пакистанского происхождения) — вокал
- Mr Scotch (Пётр Палух, польского происхождения) — клавишные
- Mr French Kiss (Рафаэль Алле, французского происхождения) — тромбон
- Big Boss (Туан Н'Гуен, вьетнамского происхождения) — альто-саксофон
- The Answer — тромбон
- Mr DeeBeeDeeBop — баритон-саксофон
- Captain Thunder — электрогитара
- Mr Cream (Франсуа Кремер, бельгийского происхождения) — ударные
- Mr Y — вокал
- Lady Soulflower (Кристель Вотье, украинского происхождения) — вокал

## Дискография
- Love Power (2007)
- Wake Up (2009)